# 벅 영
벅 영(Buck Young, 1920년 4월 12일 ~ 2000년 2월 9일)은 미국의 배우, 텔레비전 배우이다.
로스앤젤레스에서 태어났으며 로스앤젤레스에서 사망하였다.

## 영화
- 타잔 - 조 라라 편 1 (1989년)
- 아웃레이지! (1986년)
- 라스트 리소트 (1986년)
- 살인 연습 (1982년)
- 데스 위시 2 (1981년)
- 레이디 (1979년)
- 불타는 서부 - 78년 시리즈 (1978년)
- 달라스 (1978년)
- 매직 오브 래시 (1978년)
- 두 얼굴의 사나이 - 시리즈 (1978년)
- 형사 Q (1976년)
- 악몽의 602편 (1976년)
- 원더 우먼 - TV 시리즈 (1975년)
- 명탐정 바나비 존즈 (1973년)
- 매쉬 - 시리즈 (1972년)
- 샌프란시스코 수사반 (1972년)
- 119 구조대 (1972년)
- 아이언 사이드 (1967년)
- 낫 위드 마이 와이프 유 돈 (1966년)
- FBI (1965년)
- 호간의 영웅들 (1965년)
- 도망자 (1963년)
- 딜론 보안관 (1955년)